# Schottis

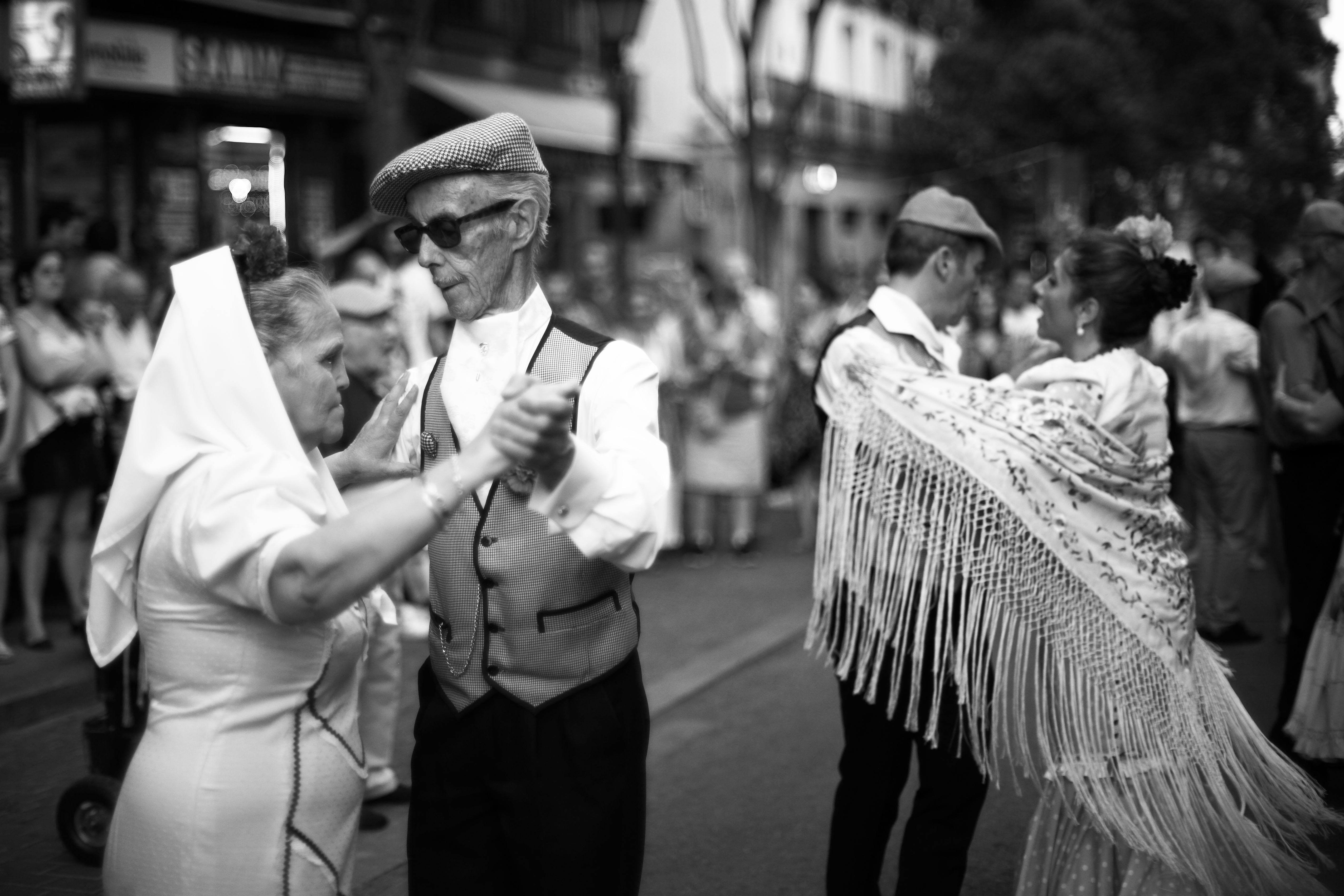
Schottis

Schottis är en familj av pardanser som dels är traditionell folklig dans, dels är gammeldans. 

## Historia
Schottisen är nära besläktad med polkan, och har troligen delvis varit ursprunget till denna, deras historia är delvis sammanflätade, båda är hoppvalser. Schottisen som också kallades skotsk vals var mycket populär i Tyskland på 1830-talet. Den togs vid den tiden upp i Paris som modedans, i en form man kallade Ecossaise-vals. Franz Magnus Böhme ser det som att schottisen trängdes undan av polkan och överlevde i form av de många turer som ursprungligen rymdes inom polkan. Omkring 1900 upptogs dansen på nytt som fristående dans. Tobias Norlind kunde inte hitta några belägg på schottis i Sverige före slutet på 1800-talet, men missade då att den ursprungligen förekommit i Sverige under andra namn. Vanligen har den kallats hoppsa, men även namn som tysk-polka, rheinländer, reggländer och renländare har förekommit. I södra Sverige har även namnen hamburger och hamburgerpolkett förekommit. Från Södermanland förekommer exempel på att schottis dansats "enbent" till tretakt, då vanligen under namnet enbens-polska eller hamburska.
Dess namn kommer från tyskan och betyder där "skotsk". Något belägg på dansens ursprung i Skottland finns dock inte.
När elever ska lära sig en pardans under skolans gymnastiktimmar är och har schottis varit en vanligt förekommande dans.

## Musiken
Schottismusik går i jämn takt, 2/4 eller 4/4, i lugnt tempo. Vanligen har den två åttataktsrepriser. I grundvarianten går dansen över fyra takter (om 4/4-takt), sen börjar den om igen. På en musikrepris hinner man då dansa fram och om två gånger.

## Dansen
Schottis består av dansade steg framåt, oftast så kallade schottissteg, och omdansning. I de vanligaste varianterna rör sig paren i en ring efter varandra moturs i rummet (så kallad valsbana), medan de parvisa omdansningarna sker medurs. 

## Vanlig schottis

### Schottissteg
De dansade stegen framåt kallas schottissteg och är tre mjuka gång- eller springsteg framåt med samling på det andra, fram-ihop-fram (taktdel 1-3), följt av svikt eller hopp  på det ben som gjort det tredje steget (taktdel 4). Kavaljeren dansar till vänster om damen.    

### Omdans
Omdansning görs med snoasteg på udda taktdelar.  

### Fattningar
Vilka fattningar som används varierar. 
Under schottisstegen är det vanligt att kavaljeren har höger arm om damens midja och damen har vänster hand på kavaljerens högra axel eller om höger överarm. Ytterarmarna hängande fritt. Handfattningar med kavaljerens höger och damens vänster hand är också vanligt. Hur handfattningen sker, vem som har handen över eller under, om armarna är strax framför höften eller framsträckt till exempel, varierar. I folkdanssammanhang (det vill säga då dansen utförs för uppvisning) är det vanligt att ytterhänderna hålls i egen midja ("höfter fäst"), i folklig dans är det ovanligt.
Under omdans kan många fattningar förekomma, till exempel liksidig fattning. Om kavaljeren dansat schottisstegen med höger arm om damens midja behålls den där och vänster hand läggs på damens högra överarm. Damen fattar likadant, det vill säga fattar om kavaljerens midja med höger arm. Valsfattning, dubbel midjefattning (kavaljerens båda händer om damens midja, damens händer på kavaljerens axlar), polskfattning med flera fattningar är också vanliga.

### Utförande
Varje omgång om fyra takter inleds med schottissteg med början på ytterfot, ytterligare schottissteg men nu med början på innerfot, där kavaljeren svänger upp medsols framför damen på svikten eller hoppet och man tar omdansfattning. Sedan dansar paret om medsols två varv under två takter med fyra steg på de udda taktdelarna (taktdel 1, 3, 1, 3).

## Varianter av schottis
Det finns troligen hundratals schottisvarianter med olika turer, annan fattning, andra steg och/eller annan omdansning (till exempel motsols) än den ovan beskrivna. Traditionella schottisvarianter finns upptecknade från väldigt många platser i bland annat Sverige. I äldre varianter sker ibland omdansningen med snabba valsade steg (1, 2, 3 svikt). Inom folkdansen har även några varianter hittats på, till exempel (någon gång i 1900-talets början) Bohusschottis. Inom gammeldansen hittar man ständigt på nya varianter med olika turer och omdansningar.

## Andra namn på danser inom schottisfamiljen
Ett alternativt namn för schottis är reinländer (många olika stavningar finns, ringlender, rejnländer osv) och det går inte att säga något bestämt om när den ena eller andra benämningen används. Det beror på lokal sed.
Lybeckare är en dansfamilj inom schottis som traditionellt är vanlig framförallt i Bohuslän, men skiljer sig genom att de tre gångstegen är lika långa (ingen samling på 2) och att tempot normalt är långsammare.